# Max Müller (Skilangläufer)
Max Müller (* 27. Juni 1916 in Davos; † 22. November 2019 in Neuchâtel) war ein Schweizer Skilangläufer.

## Werdegang
Müller, der für den SC Sierre startete, kam bei den Schweizer Meisterschaften 1942 auf den vierten Platz über 50 km. In der Saison 1942/43 wurde er in Adelboden Winterarmeemeister und lief bei den Schweizer Meisterschaften 1943 auf den fünften Platz über 18 km sowie auf den vierten Rang über 50 km. Im folgenden Jahr siegte er bei den Schweizer Skimeisterschaften im 18-km-Lauf und errang zudem den zweiten Platz über 50 km. In der Saison 1944/45 siegte er bei den Schweizer Skimeisterschaften 1945 letztmals über 18 km sowie 50 km und gewann zum dritten Mal den 16-km-Lauf bei den Winter-Armeemeisterschaften. Nach einem Sturz im Training im November 1945, verpasste er die Saison 1945/46. Bei seiner einzigen Teilnahme an Olympischen Winterspielen im Jahr 1948 in St. Moritz belegte er den 25. Platz über 18 km, den 17. Rang über 50 km und zusammen mit Niklaus Stump, Robert Zurbriggen und Edi Schild den fünften Platz in der Staffel. Nach seiner Skilanglaufkarriere zog er nach Neuenburg und betrieb 25 Jahre lang ein Sportartikelgeschäft. Zudem machte er einen Führerschein zum Segelfliegen.